# Biskup Iwo Odrowąż poświęcający kamień węgielny pod budowę kościoła w Iwoniczu w roku 1226
Biskup Iwo Odrowąż poświęcający kamień węgielny pod budowę kościoła w Iwoniczu w roku 1226 – obraz olejny z 1887 roku autorstwa polskiego malarza Jana Matejki, który zaginął podczas II wojny światowej. Zachowany szkic olejny przechowywany jest w kolekcji Muzeum Historycznego w Bielsku-Białej.

## Opis szkicu
Szkic Jana Matejki wykonany został w technice olejnej, sygnatura artysty (J M) wraz z datą wykonania (1887) znajduje się w lewym dolnym rogu. Kompozycja jest otwarta, dynamiczna. Składają się na nią plany: pierwszy wyraźny, drugi szkicowo zarysowany. Źródło światła nie jest widoczne w kompozycji szkicu. Światłocień jest wyraźny, ostry. Gama barwna jest w przeważającej części ciepła, dominują żółcie i brązy. Na pierwszym planie ukazany biskup Iwo Odrowąż w pozycji klęczącej z rękami wyciągniętymi ku górze. Skierowany jest ku strugom światła. Głowa jego nakryta jest Mitrą, ubrany jest w zielony ornat zdobiony złotymi elementami. Spod niego wyłania się alba i humerał. Ręce odziane są w brązowe, grube, skórzane rękawice. Głowę biskupa okala złocisty nimb. Twarz ukazaną bokiem rozświetlają padające na nią promienie światła, oczy biskupa skierowane są ku górze. Drugi plan jest rozmyty, dostrzec można jednak dwie postaci. Postać usytuowana w prawej części szkicu zwrócona jest na wprost. Ubrana jest w jasną szatę, być może podtrzymuje pastorał. Postać usytuowana w lewej części szkicu odziana jest w czerwony strój oraz nakrycie głowy, w ręce dzierży cyrkiel oraz przyrządy miernicze. Scenę ukazano na jasnym, błękitnym tle.
Tematem szkicu jest fikcyjne zdarzenie z udziałem biskupa Iwo Odrowąża, w trakcie poświęcenia przezeń kamienia węgielnego pod budowę kościoła w Iwoniczu w 1226 roku. Kościelny hierarcha unosi ręce w geście modlitewnym; na błękitnym tle zaś pojawia się boska poświata, tworząca wokół biskupa złocisty nimb, który ma świadczyć o jego szczególnej roli społeczno-kulturowej.

## Historia
Olejny szkic jest jednym z dwóch zachowanych śladów po obrazie Biskup Iwo Odrowąż poświęcający kamień węgielny pod budowę kościoła w Iwoniczu w roku 1226, i jest przechowywany w Muzeum Historycznym w Bielsku-Białej. Ma niewielkie rozmiary 24 x 18 cm. Drugim jest szkic ołówkowy znajdujący się obecnie w zbiorach Muzeum Narodowego w Krakowie. Studia poprzedzały obraz, który znaleźć miał się w kaplicy uzdrowiskowej w Iwoniczu ob. kościół św. Iwona i Matki Bożej Uzdrowienia Chorych w Iwoniczu-Zdroju. Do kościoła miał nigdy nie trafić, ostatnim znanym miejscem pobytu była kolekcja Zofii Michałowej Tabęckiej. Obraz Matejki miał wymiary 149,5 x 99,5 cm, również sygnowany był przez malarza (JM 1887). Zaginął w trakcie II wojny światowej.